# Kulturraum von Yaaral und Degal
Der Kulturraum von Yaaral und Degal bezeichnet ein jährlich wiederkehrendes Kulturfest der Fulbe am inneren Nigerdelta in Mali. Anlass ist der jährliche Viehtrieb großer Rinderherden, die den Fluss aus den bzw. in die Weidegründe durchqueren. 2008 setzte die UNESCO das mehrtägige Fest auf die Repräsentative Liste des immateriellen Kulturerbes der Menschheit.

## Geschichte
Das Fest hat eine Jahrzehnte alte Tradition unter den Fulbe, da sie mit ihrem Vieh Transhumanz betreiben. Das Fest ist auf den Fulbe-Anführer Séku Amadou zurückzuführen, der die Region in den Jahren von 1819 bis 1845 regierte.

## Die Niger-Durchquerung
Jedes Jahr im Dezember bringen die Hirten ihre Rinder aus den nördlich gelegenen halbtrockenen Weidegebieten des Savannengürtels der Sahara zur etwa 350 km nordöstlich der malischen Hauptstadt Bamako gelegenen Stadt Diafarabé. Die Stadt liegt am südlichen Ende des Niger-Binnendeltas im Sahel. An dieser Stelle wird der Niger schwimmenderweise überquert. Dabei schwimmen die Hirten neben ihrem Vieh her und schlagen mit präparierten Stöcken ins Wasser, um sie auf die andere Flussseite zu leiten. Von Fischerbooten aus begleiten Bozo die Überquerung, um den Fulbe-Hirten behilflich zu sein. Der Viehtrieb unterliegt strengen stammesrechtlichen Regeln. Auf der anderen Uferseite sind die Familien für ein paar Tage vereint und feiern das für sie bedeutendste Fest, bevor das Vieh – nunmehr nach der Regenzeit – zu den neuen fruchtbaren Weidegründen (bourgou) südlich des Nigers verbracht wird.
Die Gelegenheit wird auch dazu genutzt, sicherzustellen, dass das Vieh die richtigen Impfungen erhält. Die öffentliche Hand begutachtet dabei den Zustand der Tiere und überschlägt die Aufwendungen, die sie für nötig erachtet.

## Das Festival
Die Nigerdurchquerung ist Festzeit. Es wird Musik gespielt und dazu getanzt. Die Menschen legen ihre besten Trachten an. Der erste Tag wird als Promenade des Jeunes (Spaziergang der Jungen) zelebriert. Unverheiratete Männer und Frauen verkleiden sich, um einander zu gewinnen.
Mit einem anderen Wettbewerb wird der Hirte mit der fettesten Kuh ausgelobt. Er erhält Preise und die höchste Anerkennung für diesen Tag. Die Prämie für diejenigen, deren Kühe als zu dünn erachtet werden, besteht in einer einzelnen Erdnuss.